# صحيفة الفجر (الإمارات)
صحيفة الفجر هي صحيفة يومية مستقلة تصدر في أبو ظبي، بالإمارات العربية المتحدة. تأسست هذه الصحيفة في عام 1974 وهي من أقدم الصحف في البلاد.

## التاريخ والملف الشخصي
أُطلقَت الفجر على يد عبيد حميد المزروعي في عام 1974. وكان المزروعي أيضًا أول محرر للصحيفة اليومية. الناشر للصحيفة هو دار الفجر للطباعة والنشر والإعلان والتي تأسست عام 1975م. المقر الرئيس للصحيفة هو أبو ظبي. 
تقدم هذه الصحيفة اليومية، وهي مطبوعة مستقلة، الأخبار المحلية والوطنية والدولية. بالإضافة إلى ذلك، تقدم الصحيفة مكملات للفنون والمرأة.
وتعتبر الصحيفة موالية للحكومة ومؤيدة لها. اعتبارًا من عام 2013 أصبح شريف الباسل رئيس تحرير الصحيفة اليومية.
الصحيفة اليومية عضو في ديوان المحاسبات للتداول [الإنجليزية] فيما يتعلق بسجلات توزيعها. بلغ توزيع صحيفة الفجر في عام 1994 حوالي 4284 نسخة. كان توزيعها المقدر في عام 2003 حوالي 28000 نسخة.